# Bol'šoj Tchač
Il Bol'šoj Tchač (in russo Большой Тхач?; lingua adighè: ТхьэщI) è un massiccio nella parte occidentale del Gran Caucaso al confine tra la Repubblica di Adighezia e il Territorio di Krasnodar, in Russia. 
Il massiccio, la cui altezza massima è di 2368,4 m si trova nello spartiacque dei fiumi Malaja Laba e Belaja. Ha una sagoma caratteristica, formata dalle cime asimmetriche (piatte a nord e ripide a sud) delle vette Bol'šoj Tchač e Malyj Tchač. Ha una lunghezza di 10-12 chilometri e un dislivello che va dai 100 ai 300 metri. Le due vette sono conosciute tra la popolazione locale come Bol'šaja e Malaja Lysaja.
A ovest, il massiccio è limitato dal bacino del fiume Sachraj (un affluente del Belaja) e a est dal bacino del Chodz' (un affluente di sinistra del fiume Laba).
Parte del massiccio, situato nel territorio della Repubblica di Adighezia, fa parte del parco naturale «Bol'šoj Tchač», inserito nella lista del Patrimonio dell'umanità dell'UNESCO nel 1999.